# Radleuchter

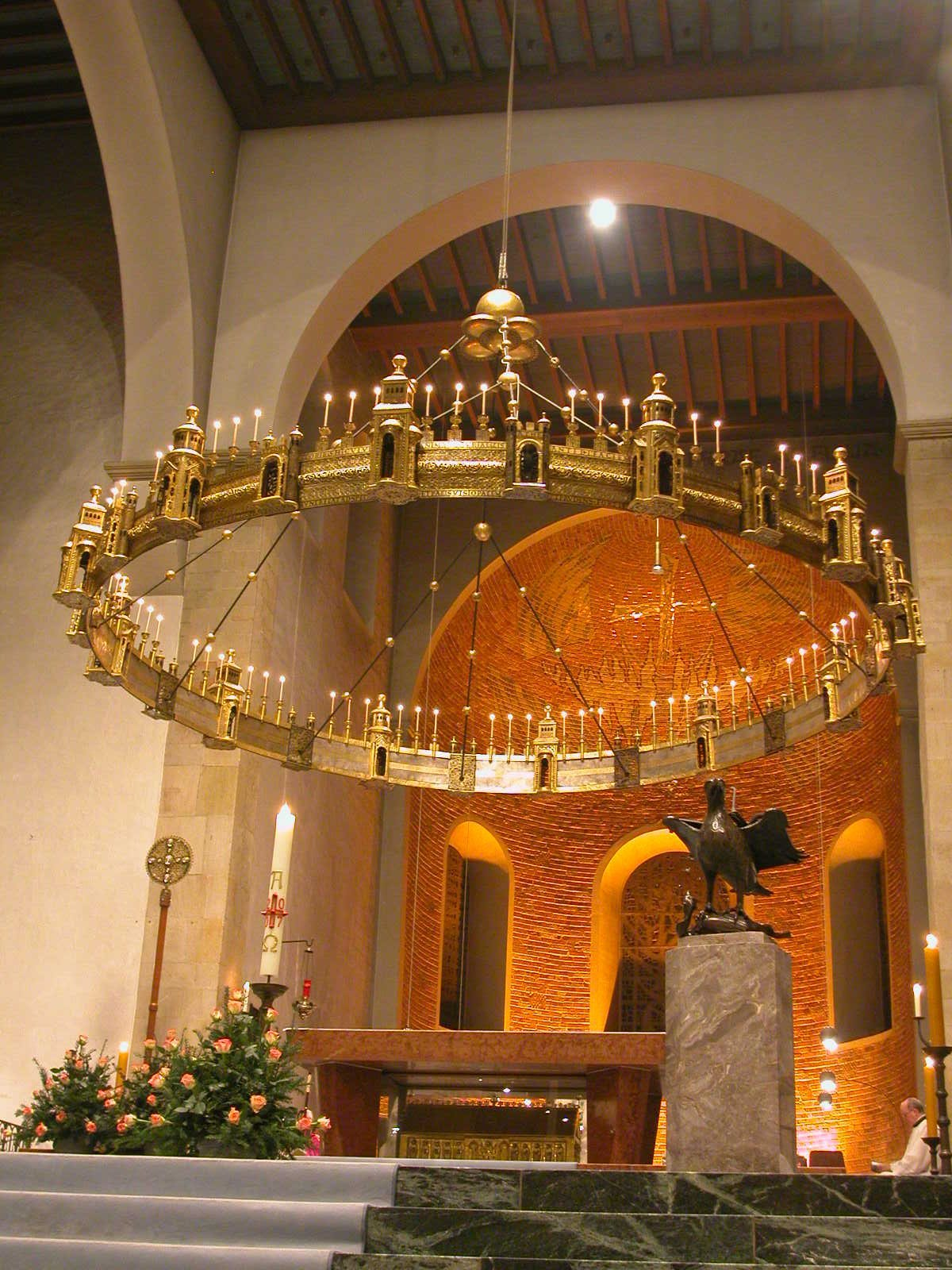
Heziloleuchter im Hildesheimer Dom

Ein Radleuchter ist ein Beleuchtungselement, ein von der Decke hängender reifenförmiger Kronleuchter. Die ältesten und bedeutendsten erhaltenen Exemplare stammen aus der Zeit der Romanik.
Radleuchter wurden zur Beleuchtung großer Kirchen angefertigt. Daneben hatten sie aber auch symbolischen Wert. Radleuchter stellen das Paradies oder das Reich Gottes dar. Der Kranz und die Tore und Türme, die meist von Propheten und Aposteln besetzt oder mit deren Namen beschriftet sind, bilden die Stadtmauer des Himmlischen Jerusalem ab. Die Anzahl der tragenden Streben, der Türme und der Kerzen entspricht mit der Zahl Zwölf und deren Vielfachen der Zahlensymbolik der Offenbarung des Johannes. Zum ersten Mal findet sich diese Symbolik an den beiden Radleuchtern, die Bischof Bernward für den Hildesheimer Dom und die Kirche seiner Klosterstiftung von St. Michael anfertigen ließ. Vorbild war der große Radleuchter über dem Golgota der Grabeskirche.

## Byzantinische Radleuchter

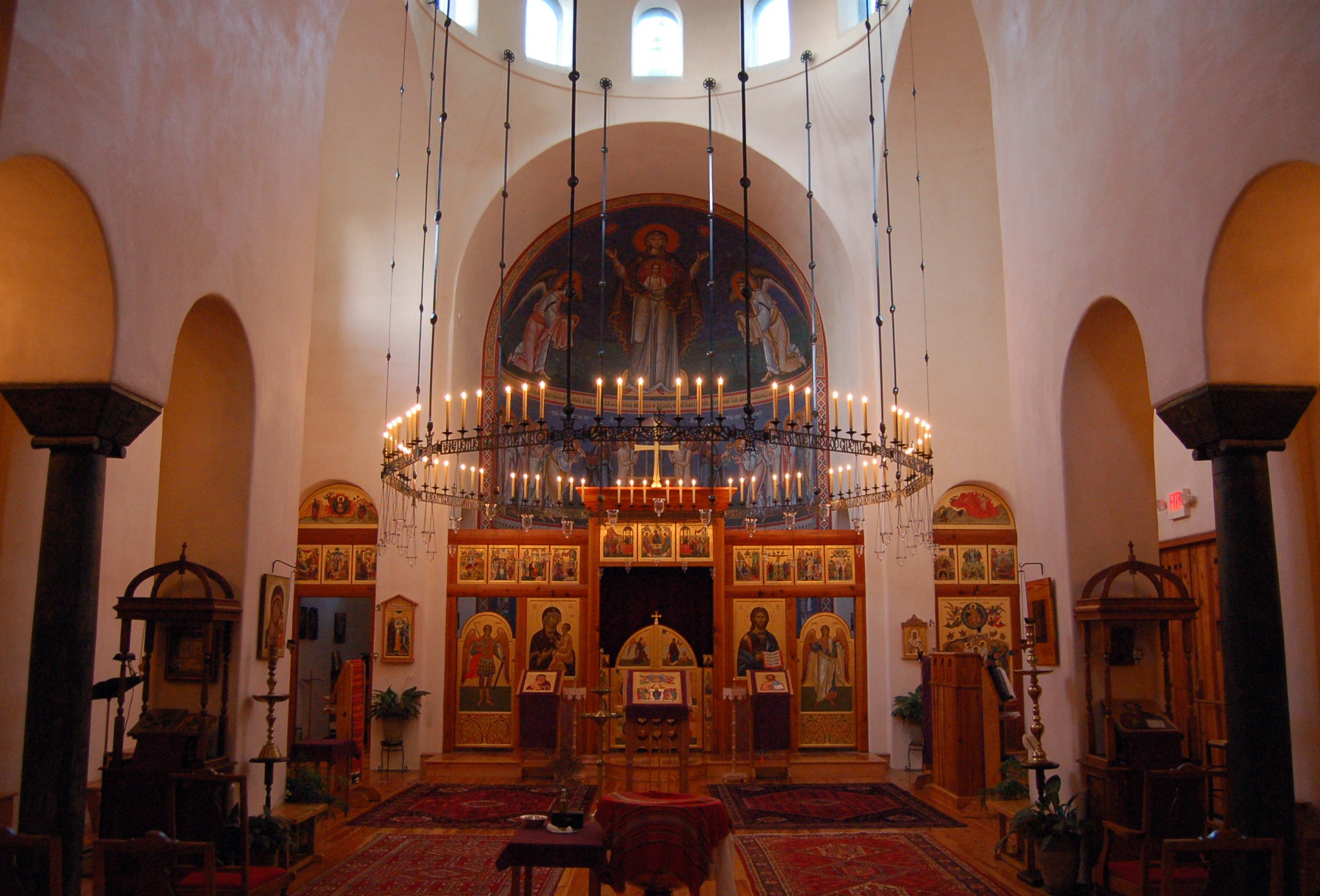
Dem Münchner Choros nachempfunden ist der moderne Choros der Griechisch Orthodoxen Kirche von Mount Pleasant, South Carolina.

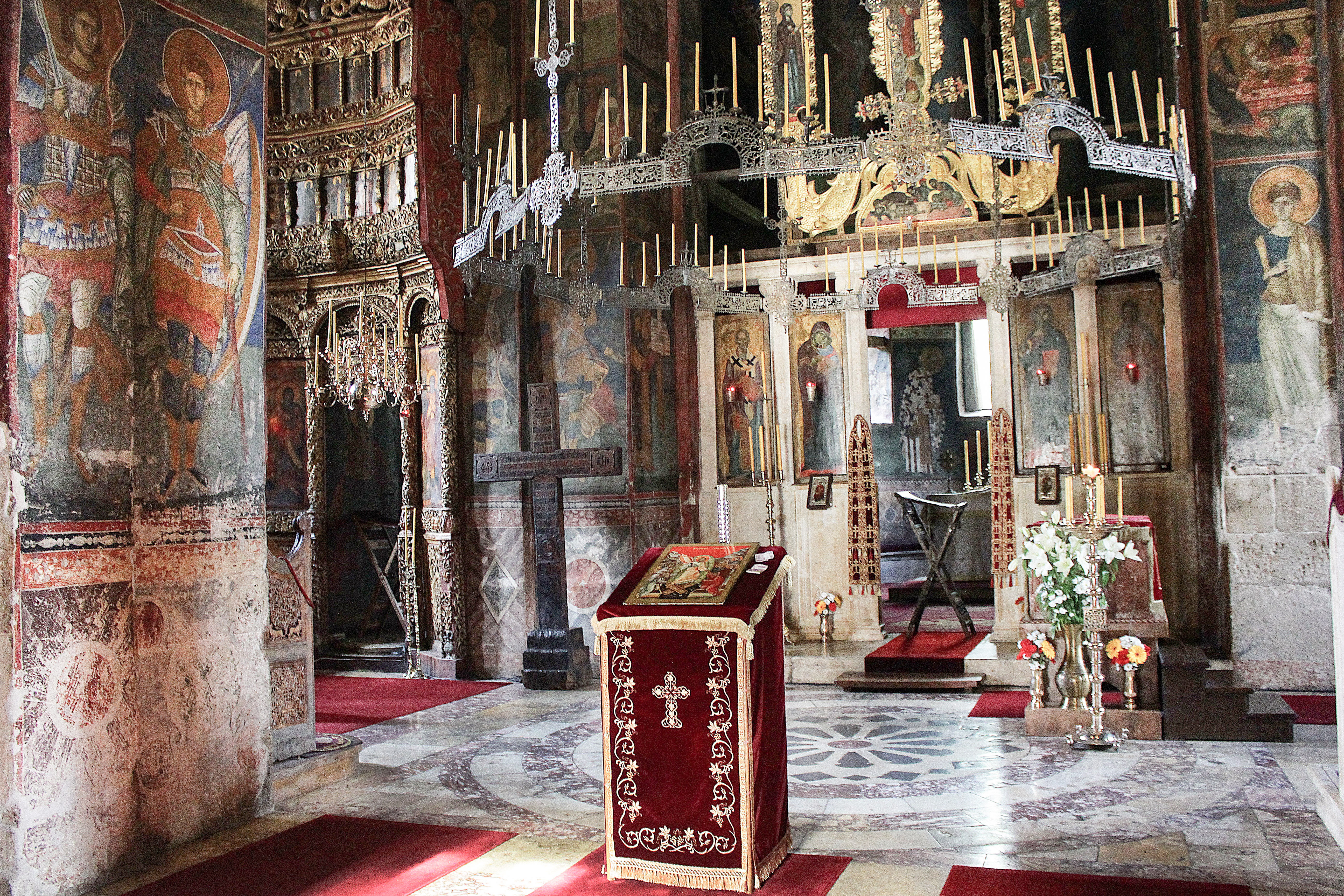
Serbischer Choros (um 1350), Königliche Stiftung im Memorialkloster Visoki Dečani.

Radleuchter (griechisch Choroi, Singular Choros) wurden in der byzantinischen Kunst in der mittleren und späten Epoche (9. Jahrhundert bis ca. 1450) geschaffen. Erhalten ist ein Choros aus dem 13.–14. Jahrhundert in der Archäologischen Staatssammlung München – Museum für Vor- und Frühgeschichte. Er hat 350 cm Durchmesser und ist ohne die Hängelampen 465 cm hoch. Der Leuchter besteht aus gegossenem Kupfer und setzt sich aus 1105 Einzelteilen zusammen.
Weiter sind mittelalterliche Choroi aus Serbien, manche intakt, manche fragmentiert, erhalten. Zumindest zwei erhaltene mittelalterliche serbische Choroi sind zugleich auch royale Stiftungen serbischer Könige. Diese sind der Choros im Kloster Visoki Dečani sowie der aus dem Markov Kloster bei Skopje. Ihre Entstehungszeit ist nicht früher als die zweite Hälfte des 14. Jahrhunderts. Der Choros in Dečani wurde 1397 restauriert und hängt bis heute an seinem ursprünglichen Platz. Während der Münchner Choros aus standardisierten Produkten zusammengesetzt ist, besteht die Dekoration beim Choros von Dečani aus individuell gefertigten ornamentalen floralen Mustern und phantastischen Kreaturen. Ist der byzantinischer Radleuchter in München aus gegossenem Kupfer, so wurden die beiden royalen serbischen Kronleuchter aus gegossener Bronze geschaffen. Im Choros des Markov Klosters sind die in Appliqué-Technik gefertigten bronzenen Medaillons mit königlicher Inschrift in kirchenslawischen Alphabet bedeutsam. Die Medaillons tragen die Inschrift des serbischen Königs Vukašin Mrnjavčević oder auch das Wappensymbol des doppelköpfigen byzantinischen Adlers. Einzelne Teile finden sich heute verstreut in den archäologischen Sammlungen im Nationalmuseum in Belgrad, dem Archäologischen Museum in Istanbul sowie im Nationalen Historischen Museum in Sofia.

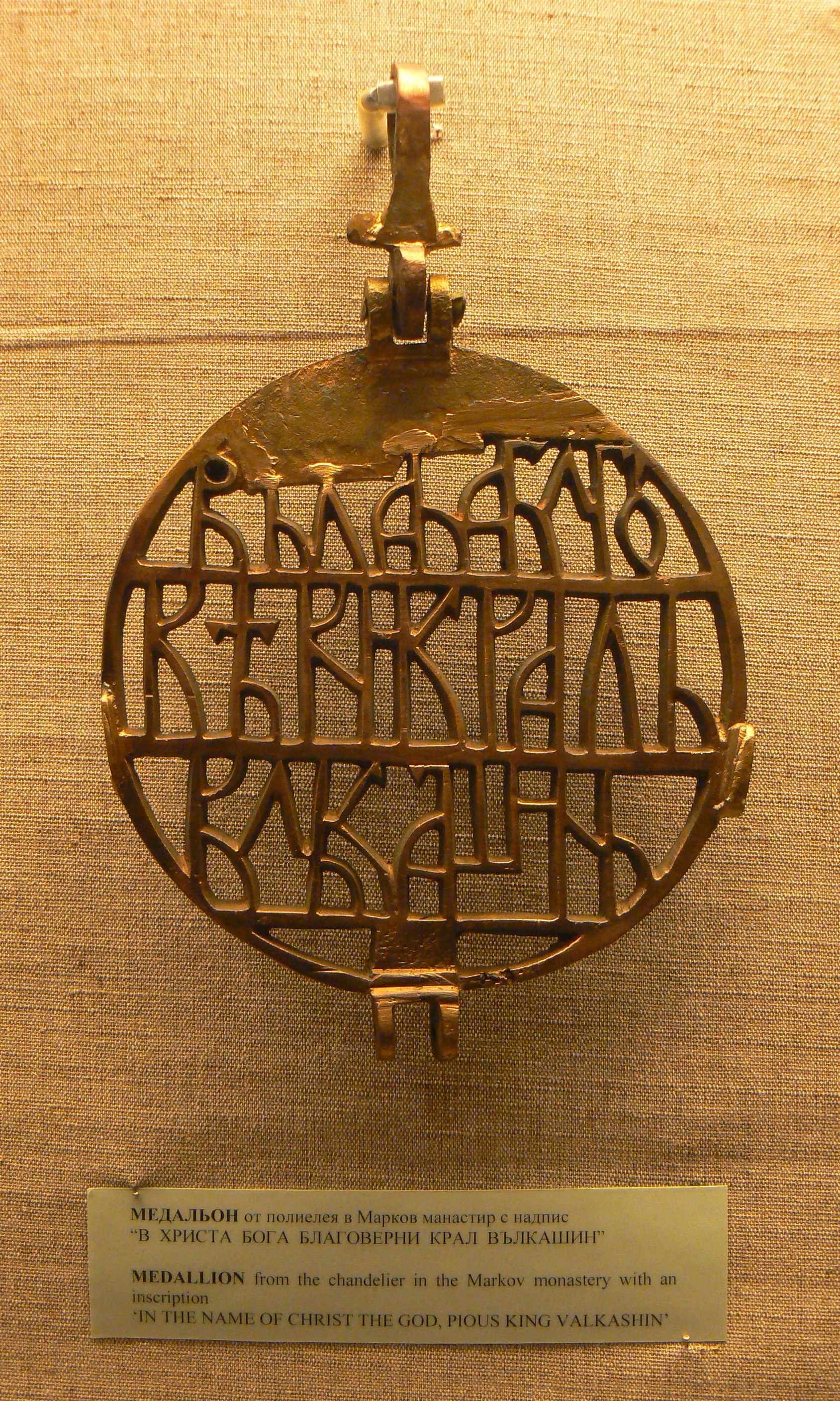
Bronzemedaillon (vor 1371), Teil des Choros des Marko-Klosters mit Inschrift des Stifters Vukašin Mrnjavčević.
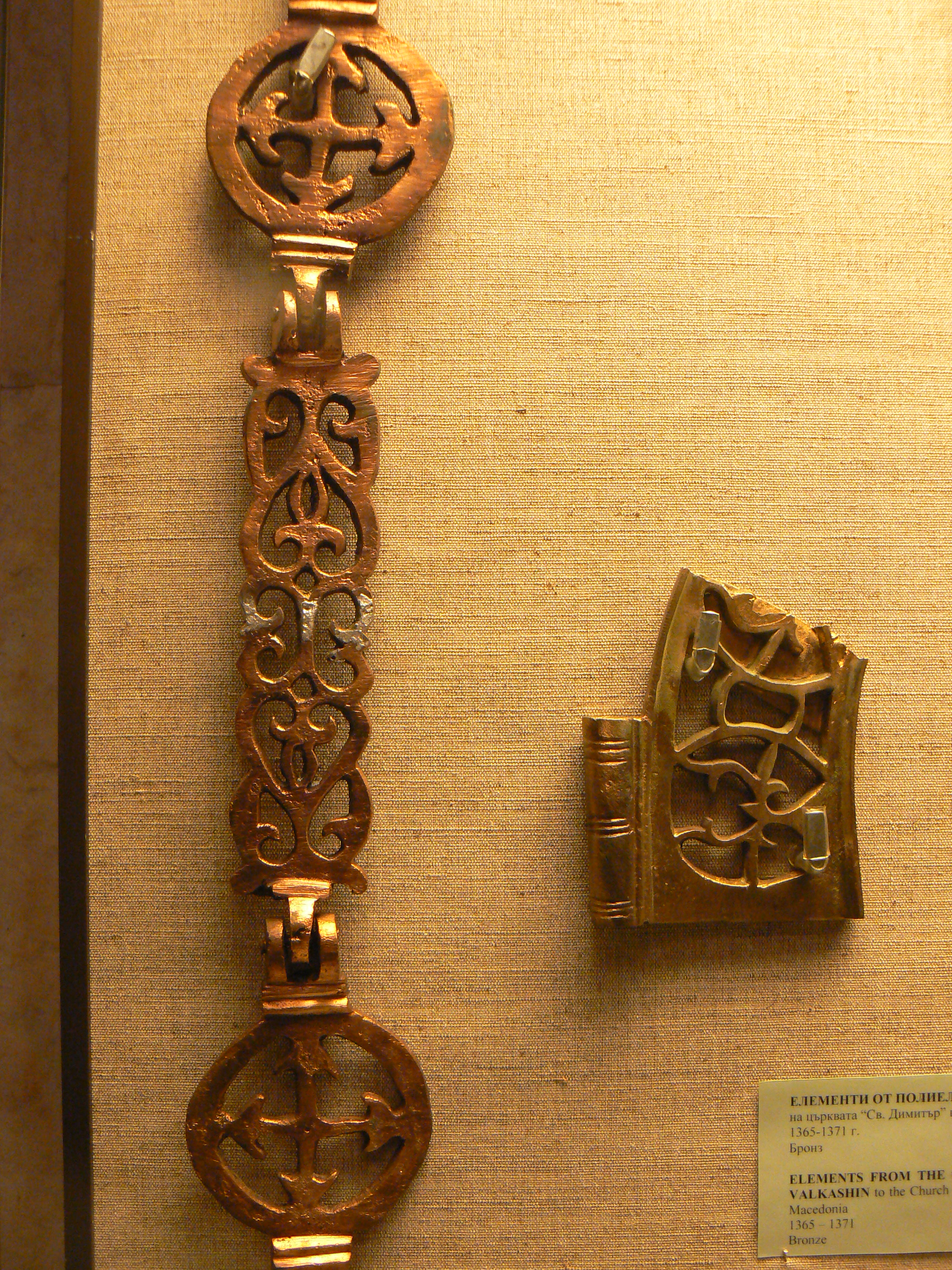
Bronzeteile (1365–1371) des Choros des Marko-Klosters im Geschichtsmuseum in Sofia.

## Osmanische Radleuchter
Aus osmanischer Zeit stammen Radleuchter in den Athosklöstern Xeropotamou, Koutloumousiou und Dionysiou, in denen sich osmanische Tierornamentik findet.

## Romanische Radleuchter
In Deutschland existieren noch vier große romanische Radleuchter. Die Tatsache, dass sie aus feuervergoldetem Kupfer und nicht aus reinem Gold bestehen, hat sie vor dem Einschmelzen bewahrt. Die aus Silber bestehenden Propheten- und Engelsfiguren wie auch der oft reiche Edelsteinbesatz gingen aber zum größten Teil verloren.
- Der Barbarossaleuchter im Aachener Dom wird Friedrich I. (Barbarossa) zugeschrieben.
- Der Thietmarleuchter des Hildesheimer Doms mit Stifterinschrift des Bischofs Thietmar (1038–1044).
- Der Heziloleuchter im Hildesheimer Dom mit 6 Metern Durchmesser wird dem Bischof Hezilo (1054–1079) zugeschrieben.
- Der Hartwigleuchter auf der Comburg bei Schwäbisch Hall mit 5 Metern Durchmesser aus dem 12. Jahrhundert (auch Das Himmlische Jerusalem genannt, mit Heiligen und Soldaten in den Türmen). Der Leuchter wird zu Weihnachten, an Sylvester und Ostern während der Messe benutzt.

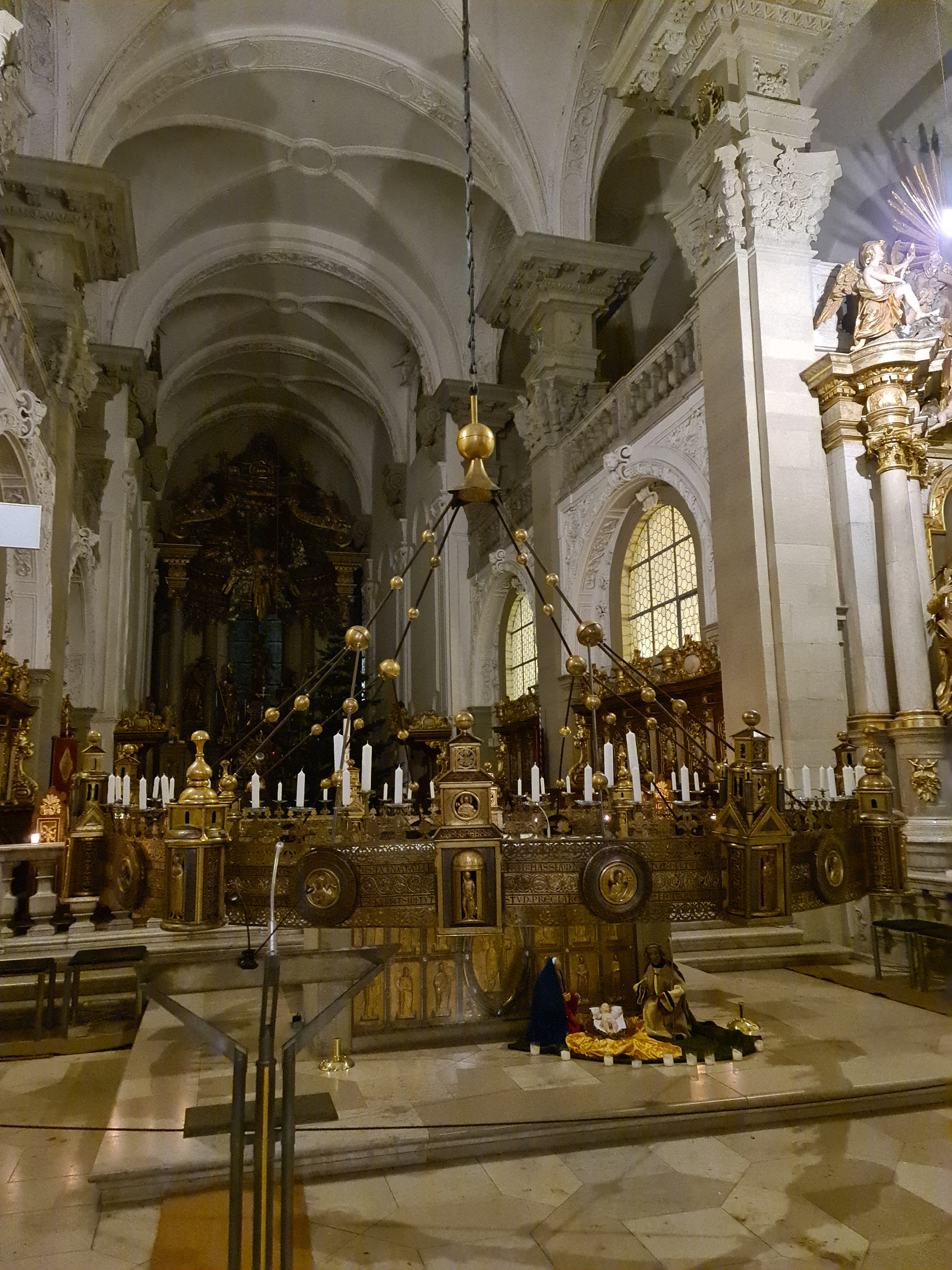

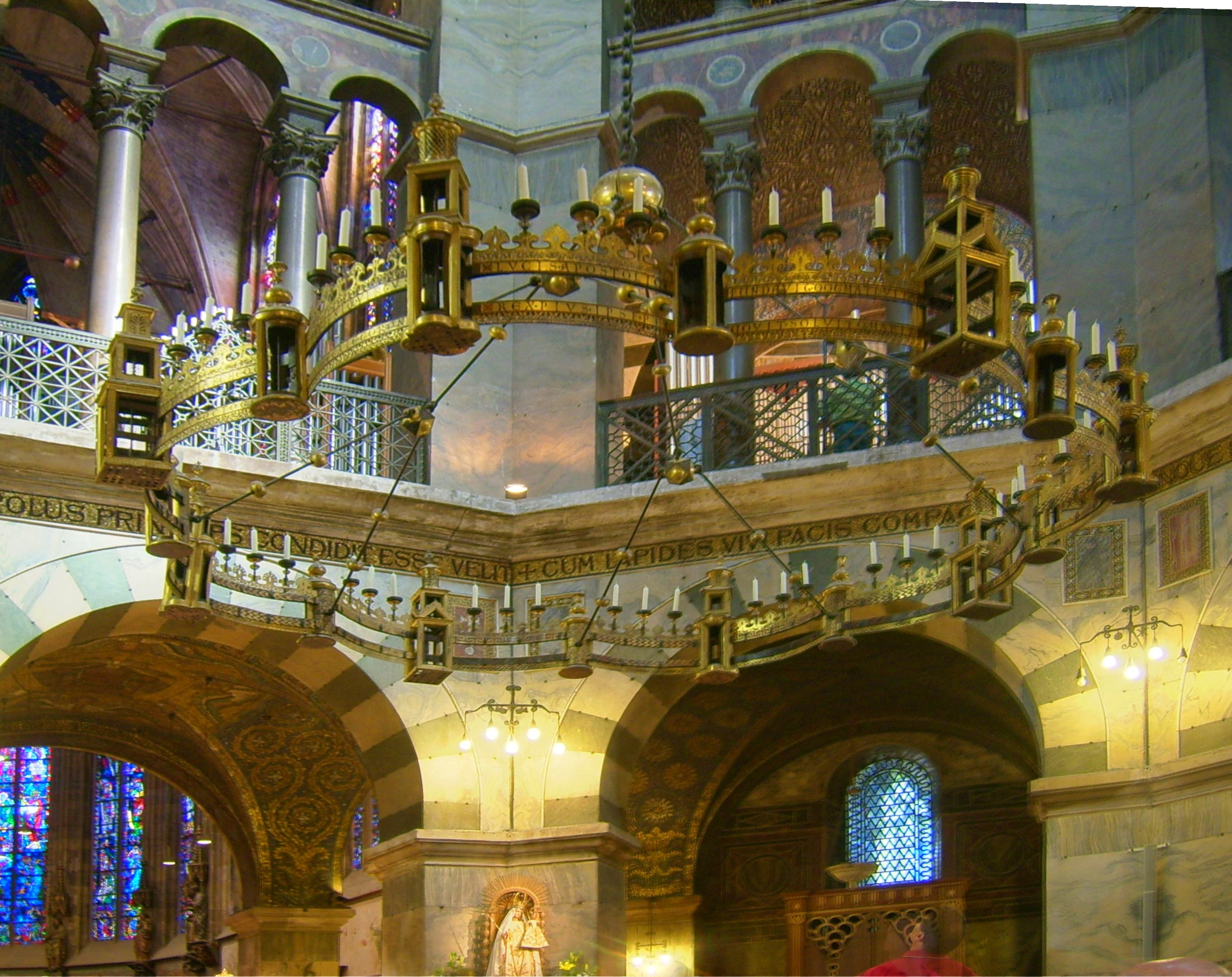
Barbarossaleuchter im Aachener Dom.
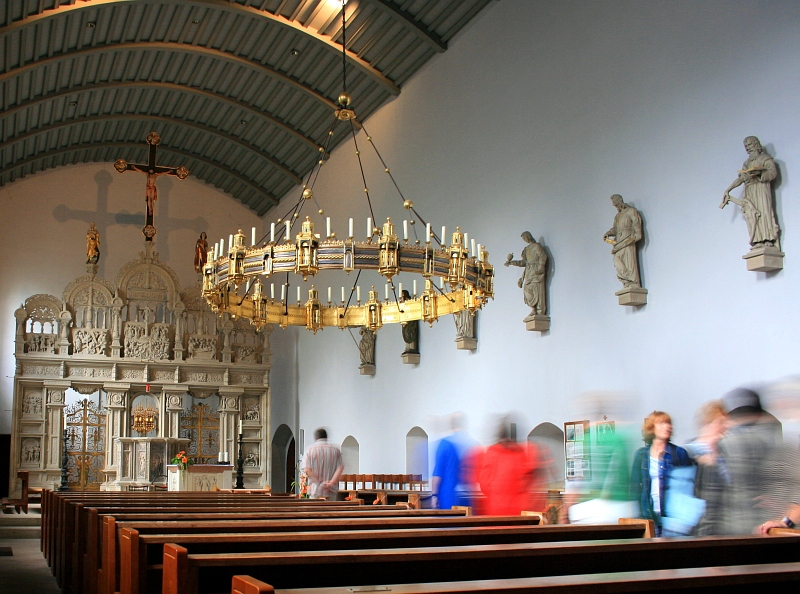
Thietmarleuchter in der St.-Antonius-Kirche in Hildesheim.
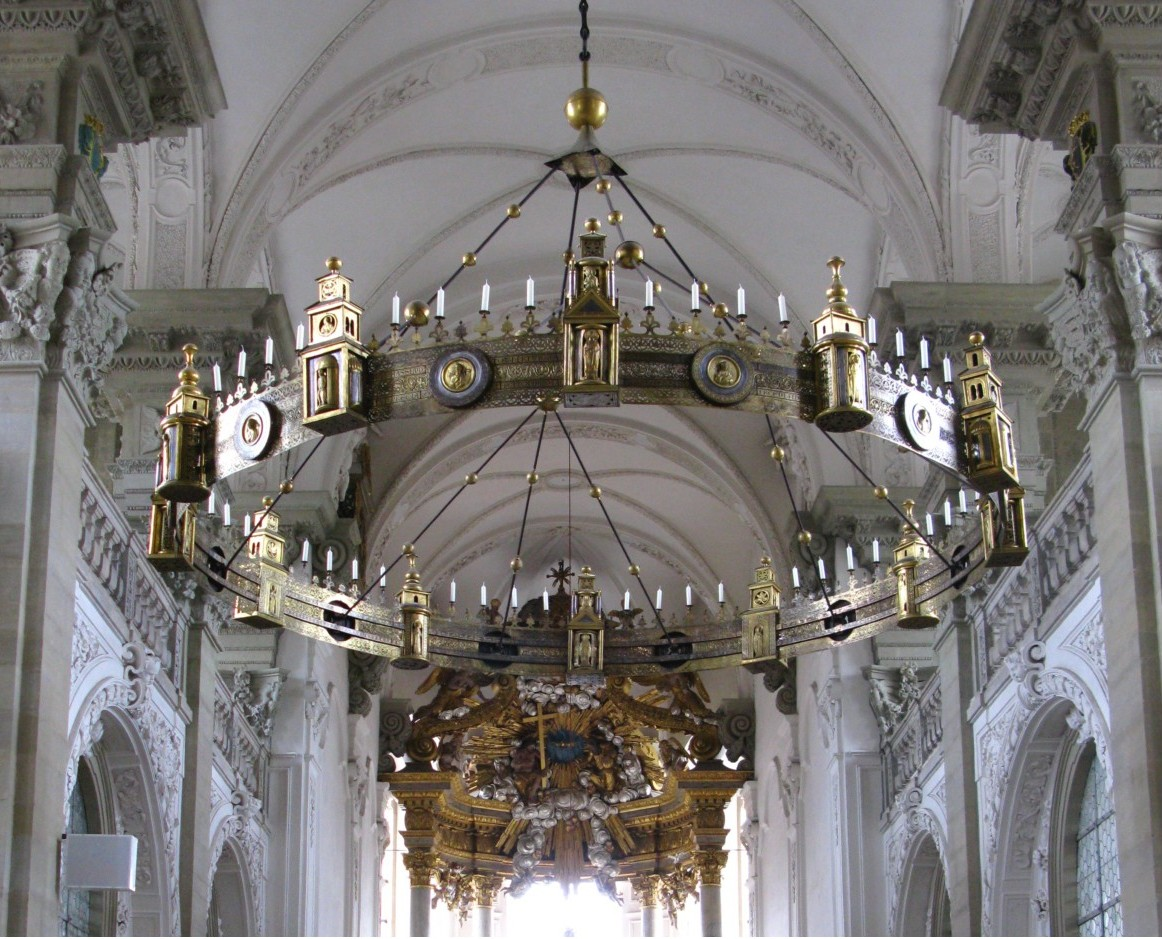
Hartwigleuchter auf der Comburg

## Gotische Radleuchter
In der Münsterkirche St. Alexandri in Einbeck befindet sich ein spätgotischer Radleuchter mit einem Durchmesser von etwa 3,50 m aus bemaltem Messing. Auf der Inschrift auf der Halterungskrone steht das Jahr 1420. Er wurde vermutlich von einem Kanoniker der Kollegiatstiftskirche, Degenhard Ree, gestiftet. Die Komposition soll auf ein nicht erhaltenes Vorbild im Kloster Pöhlde zurückgehen. Im Dom St. Stephan und St. Sixtus zu Halberstadt findet sich ein weiterer [spät]gotischer, bronzener Leuchter aus dem Jahre 1516.

## Neoromanische Radleuchter
In einigen Kirchen gibt es große neoromanische Radleuchter, die teilweise schon beim Einbau elektrifiziert waren, so zum Beispiel:
- Basilika St. Godehard in Hildesheim, gestiftet 1864 von Königin Marie von Hannover
- Dorfkirche Radensleben, um 1870, Elektrifizierung nach Restaurierung 2022 wieder entfernt
- St. Cäcilia in Harsum (um 1886)
- Saint-Pierre-le-Jeune catholique in Straßburg (um 1890)
- Bethlehemkirche in Hannover-Linden-Nord (um 1904)
- Bamberger Dom (1909), Radleuchter von Rudolf Harrach (1856–1921), München, nach einem Entwurf von Jakob Angermair[6] (1869–1945?)
- St. Elisabeth in Bonn: der unter dem Kuppelgemälde aufgehängter Radleuchter (um 1910)[7], war von Anfang an elektrifiziert.

## Zeitgenössische Radleuchter
Es gibt auch zeitgenössische Radleuchter, die an diese Tradition anknüpfen, z. B.:
- Herrenhäuser Kirche in Hannover (ca. 1990)
- Groß St. Martin in Köln (vor 1993)
- Kirche im Kloster Lippoldsberg (1999)[8]
- Magdeburger Dom (2021)

An die serbischen mittelalterlichen Choroi lehnen sich der kupferne Choros in der heutigen Sankt-Markus-Kirche in Belgrad sowie der für den Dom des Heiligen Sava an. Der Choros in der Sankt-Markus-Kirche gilt bis heute als einer der größten der Welt. Übertroffen werden wird er von dem bronzenen Choros, der bis Oktober 2020 in der Kirche des Heiligen Sava in Belgrad aufgehängt sein wird. Dieser einem Projekt Nikolai Muchins entstammende, aus gegossener Bronze gefertigte Choros entsteht in der Russischen Akademie für Künste in Moskau. Mit 20 m Durchmesser und 14 Tonnen Gewicht wird er 7,5 m über dem Kirchenboden angebracht und mit Widerlagern an 12 Punkten an Wänden der Kirche befestigt werden.

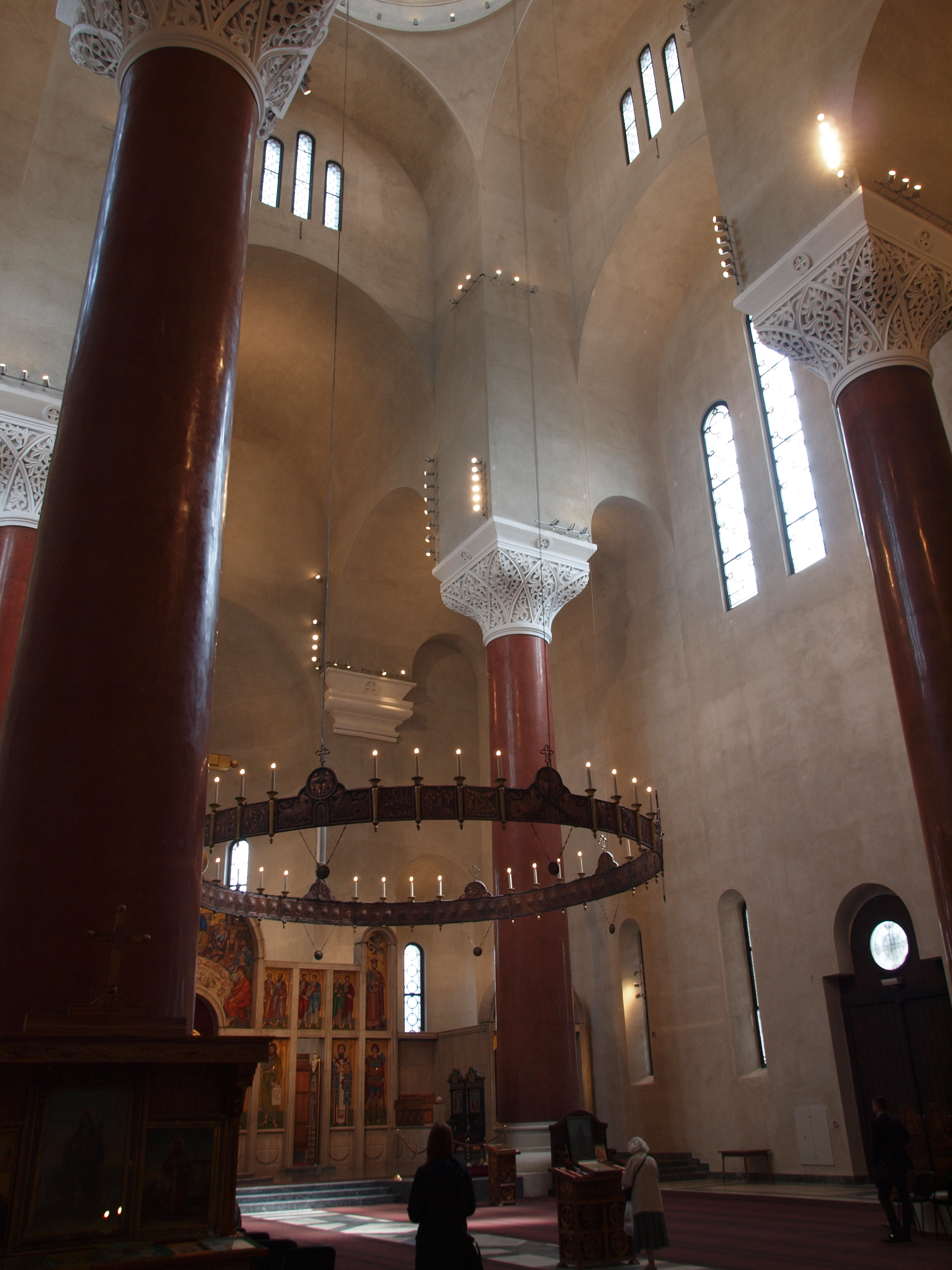
Zeitgenössischer Choros (1969), St.-Markus-Kirche in Belgrad.
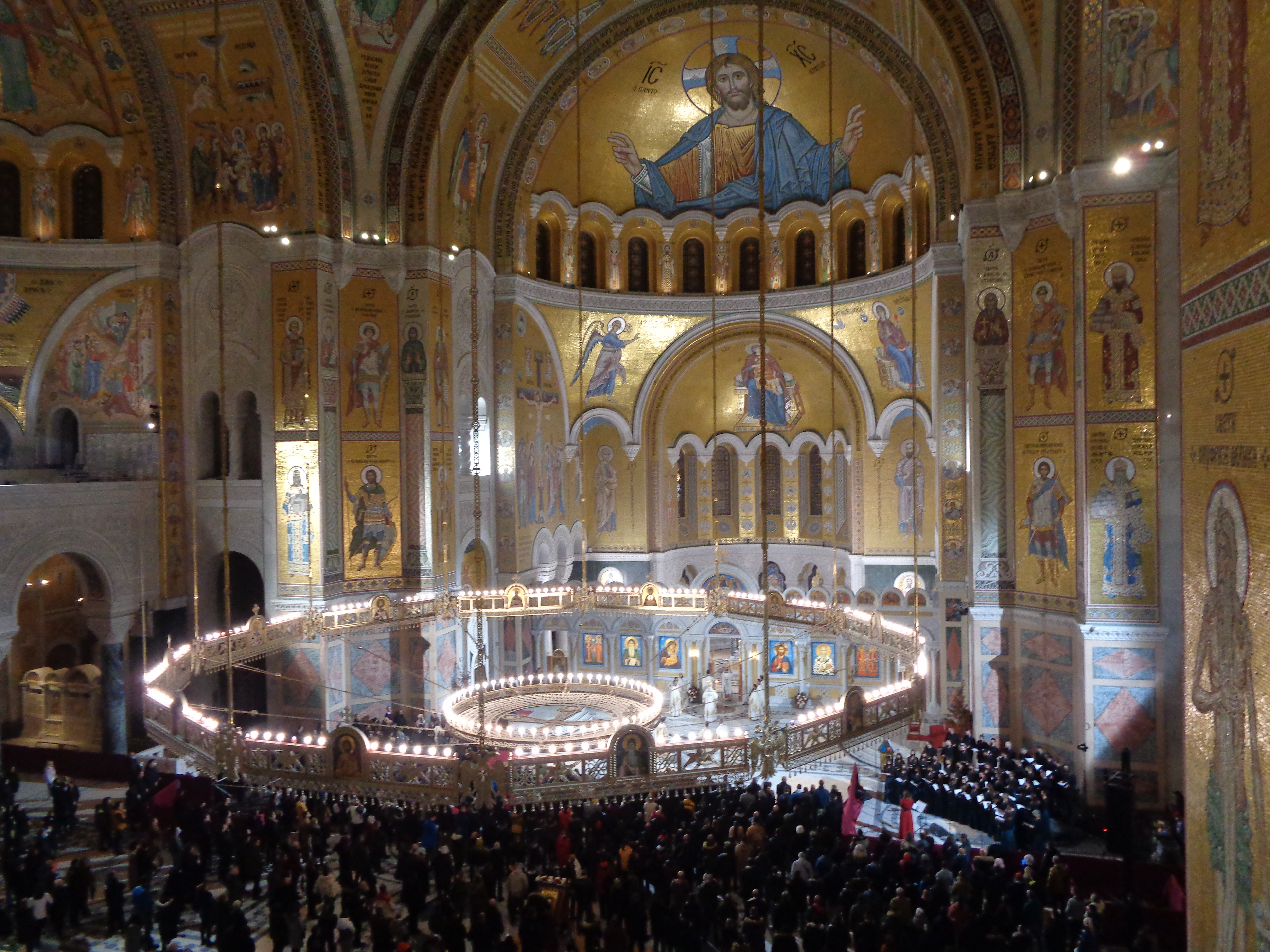
Radleuchter (2020) im Dom des Heiligen Sava. Mit 21 m Durchmesser gehört er zu den größten Radleuchtern.